# Auditorio de Tenerife

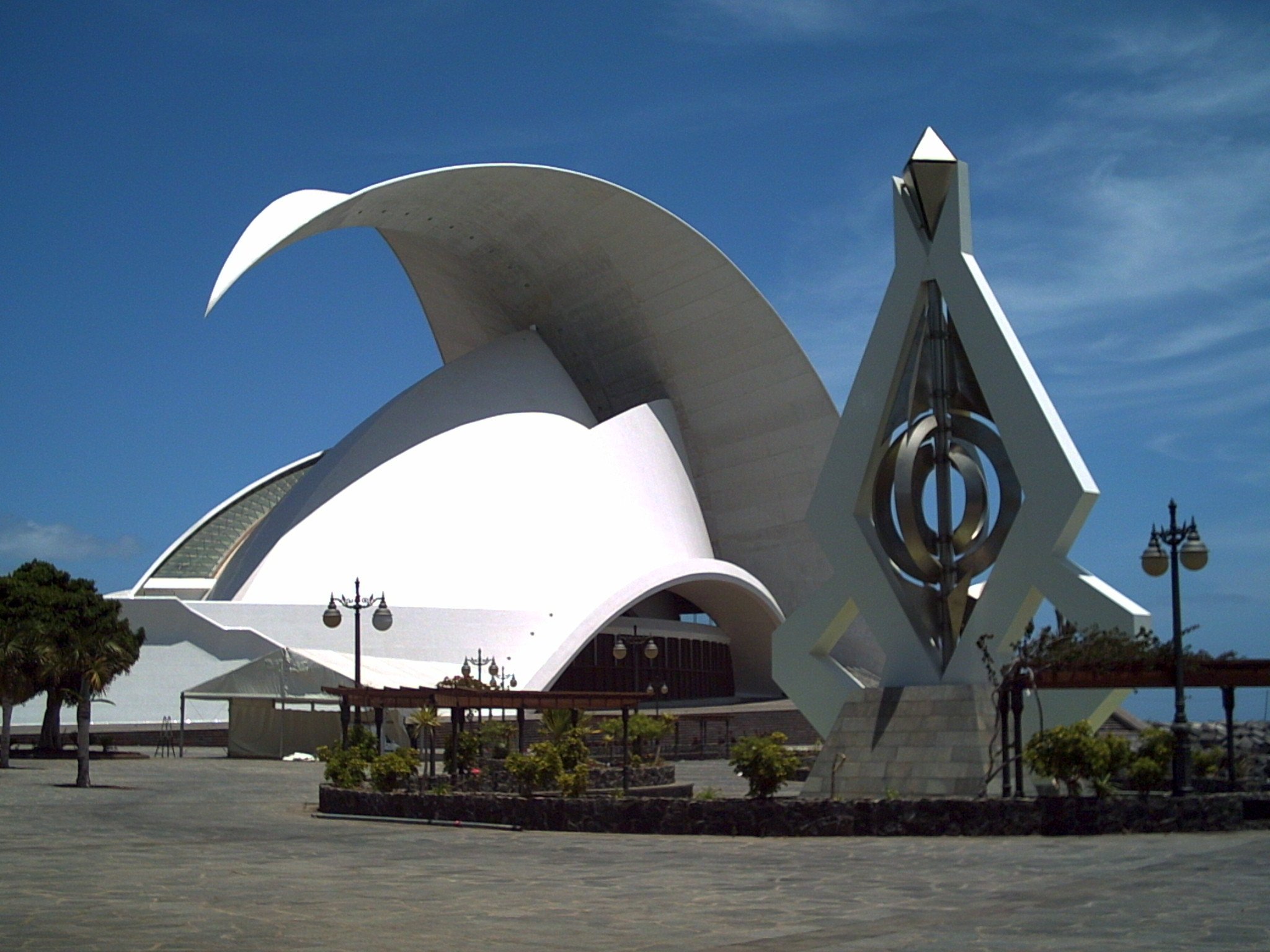
Auditorio de Tenerife

Az Auditorio de Tenerife "Adán Martín" (korábbi, de még mindig elterjedten használt elnevezésén Auditorio de Tenerife) a Spanyolországhoz tartozó Kanári-szigetek Santa Cruz de Tenerife városában található előadóterem és művészeti központ. Az épületet Santiago Calatrava Valls spanyol építész, szobrász tervezte. Az auditórium a városban található Alkotmány sétányon lett felépítve az Atlanti-óceán partján, a Santa Cruz de Tenerife-i kikötő déli részében.
A központ építését 1997-ben kezdték meg és 2003-ban fejezték be. Az auditóriumot ugyanezen év szeptember 26-án avatták fel Fülöp asztúriai hercegnek, a spanyol korona várományosának jelenlétében. Az auditórium megjelenésének köszönhetően Santa Cruz de Tenerife építészeti jelképévé vált megépítését követően. Egyes vélemények szerint emellett a spanyol építészet egyik emblematikus jelentőségű eleme. Az épület Tenerife szigetének egyik legfontosabb turisztikai látványossága.

## Névváltoztatás
2011. január 28-án a tenerifei önkormányzat jóváhagyta az épület átnevezését: "Auditorio de Tenerife Adán Martín"-ra a Kanári-szigetek korábbi elnöke, Adán Martín Menis tiszteletére, aki a kulturális központ felépítésének egyik fő támogatója volt. Ugyanakkor, számos helyi lakos és a média ellenezte a névváltoztatást. A névváltoztatás ellenére a lakosság nagy része továbbra is az "Auditorio de Tenerife" elnevezést használja.